# Котовський ліс
Котовський ліс — втрачена природоохоронна територія у Дніпропетровській області. 
Цей об'єкт ПЗФ створено як пам'ятку природи місцевого значення рішенням № 750 виконкому Дніпропетровської обласної Ради депутатів трудящих від 12 жовтня 1967 року «Про пам'ятки природи місцевого значення». Цим розпорядженням йому надано площу 248 Га, що відповідала загальній площі кварталів 1-4 Котовського лісництва. Характеристика при створенні: «В заплаві річки Оріль, квартали 1, 2, 3, 4, на площі 248 Га скупчені коротко заплавні діброви і штучні заплавні ліси.»
Рішенням № 391 виконкому Дніпропетровської обласної Ради депутатів трудящих від 22 червня 1972 року «Про заходи по розширенню мережі державних заповідників і поліпшенню заповідної справи в області» (пункт 11 додатку 1), Котовський ліс було переведено зі статусу пам'ятки природи місцевого значення і надано статус лісомисливського державного заказника республіканського значення. При цьому площа залишилась без змін, а опис наведено такий: «Ліс розташований в заплавах річки Оріль, котрі носять яскраво виражені риси засолення. В деревному ярусі переважають найбільш солостійкі породи. На піщаних ґрунтах та пісках зростають штучні насадження сосни звичайної».
28 листопада 1974 року виконком Дніпропетровської обласної Ради депутатів трудящих ухвалив рішення № 687 «Про створення державних заказників і поліпшення заповідної справи в області», пунктом 2 якого державний заказник Котовський ліс виключається зі списку державних заказників, як такий, що не затверджений Радою міністрів УРСР.